# サン・ジョアン・ドス・アンゴラレス

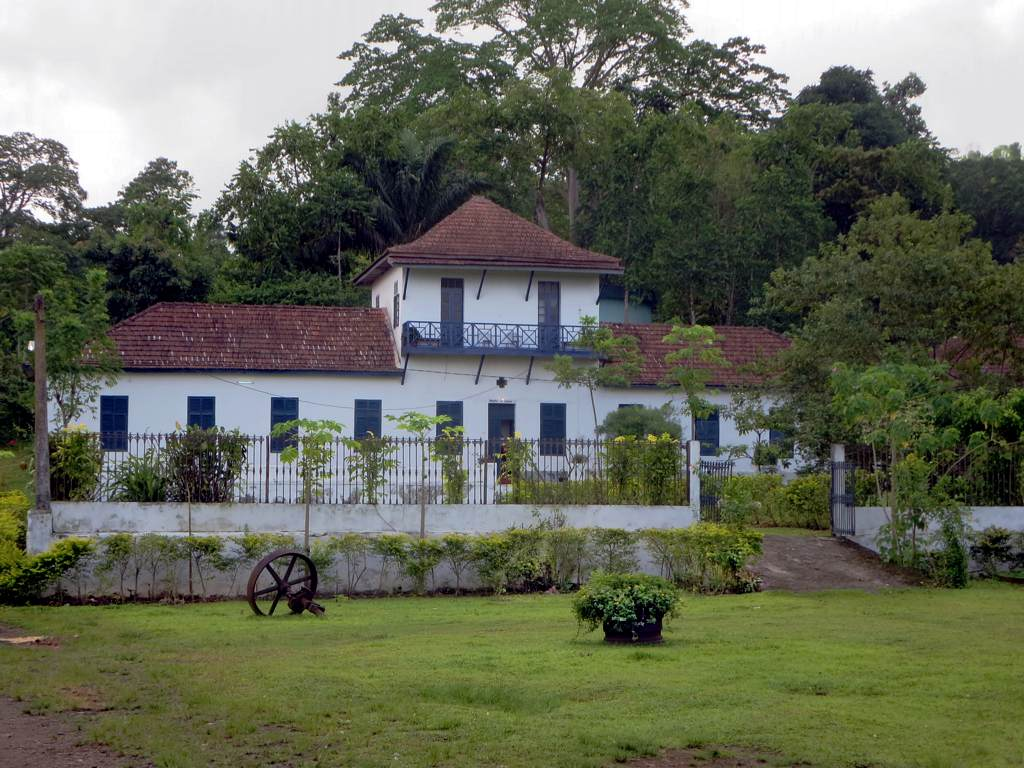
ロカ・サン・ジョアン（2015年撮影）

サン・ジョアン・ドス・アンゴラレス（ポルトガル語: São João dos Angolares）は、サントメ・プリンシペのサントメ島の町。サントメ州カウエ県に属し、同県の県都である。人口は2,249人（2012年国勢調査）。
島南東部の沿岸に位置し、サンタナから南西に17キロメートル、ポルトアレグレから北東に17キロメートル、首都サントメから南西に24キロメートルの距離にある。
町とその周辺地域では、ポルトガル語のクレオール言語であるアンゴラ語（n'golá）が話されている。
プランテーションの複合施設であったロカ・サン・ジョアン（Roça São João）は、現在はレストラン、ホテル、美術館に改装されている。

## スポーツ
- UDRA